# Municipio de Erie (Indiana)
El municipio de Erie (en inglés: Erie Township) es un municipio ubicado en el condado de Miami en el estado estadounidense de Indiana. En el año 2010 tenía una población de 554 habitantes y una densidad poblacional de 12,64 personas por km².

## Geografía
El municipio de Erie se encuentra ubicado en las coordenadas 40°46′56″N 85°58′51″O / 40.78222, -85.98083. Según la Oficina del Censo de los Estados Unidos, el municipio tiene una superficie total de 43.84 km², de la cual 43,2 km² corresponden a tierra firme y (1,45 %) 0,63 km² es agua.

## Demografía
Según el censo de 2010, había 554 personas residiendo en el municipio de Erie. La densidad de población era de 12,64 hab./km². De los 554 habitantes, el municipio de Erie estaba compuesto por el 95,85 % blancos, el 1,44 % eran amerindios, el 0,18 % eran asiáticos, el 0,72 % eran de otras razas y el 1,81 % eran de una mezcla de razas. Del total de la población el 0,9 % eran hispanos o latinos de cualquier raza.